# Stephanie de Hohenzollern-Sigmaringen
Stephanie (Josepha Friederike Wilhelmine Antonia) (portugheză Estefânia) de Hohenzollern-Sigmaringen (n. 15 iulie 1837, Krauchenwies, Baden-Württemberg, Germania – d. 17 iulie 1859, Lisabona, Portugalia) a fost soția regelui Pedro al V-lea al Portugaliei.

## Biografie

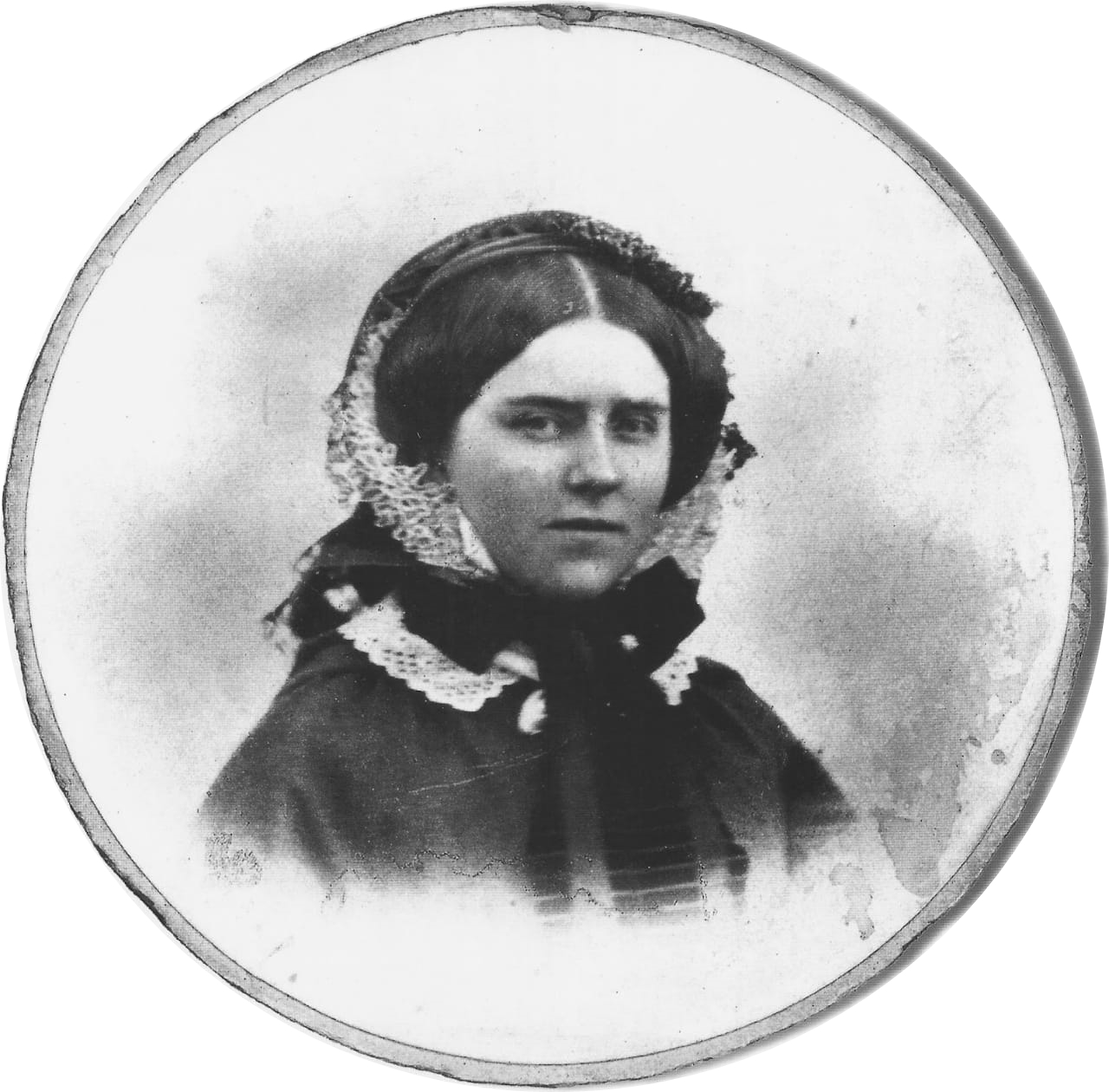
Stephanie de Hohenzollern-Sigmaringen

A fost al doilea copil și fiica cea mare a Prințului de Hohenzollern-Sigmaringen Karl Anton, șeful Casei de Hohenzollern-Sigmaringen și a soției lui, Prințesa Josephine de Baden. 
A fost sora mai mică a lui Leopold, Prinț de Hohenzollern și sora mai mare a regelui Carol I al României.
La 18 mai 1858, Stephanie s-a căsătorit cu Pedro al V-lea al Portugaliei. Atât mireasa cât și mirele urmau să împlinească 21 de ani. A fost primită în Portugalia cu mult lux iar ea a scris acasă că portughezii înțeleg mai bine luxul decât demnitatea. Un an mai târziu s-a îmbolnăvit de difterie și a murit. În scurta perioadă cât a fost regină și-a făcut un nume bun prin fondarea de spitale. Din căsătorie n-au rezultat copii. A fost înmormântată la Mănăstirea São Vicente de Fora din Lisabona.
Pedro nu s-a mai recăsătorit și a murit de holeră la 11 noiembrie 1861. A fost succedat de fratele său mai mic Ludovic I al Portugaliei.